# Rodica Panaitescu
Rodica Panaitescu (n. 23 noiembrie 1955, Buzău, România – d. 9 noiembrie 2018, Buzău, România) a fost o artistă plastică și profesoară română, membră a Uniunii Artiștilor Plastici din România.

## Biografie
În anul 1979 a absolvit Institutul de Arte Plastice „Nicolae Grigorescu” din București, secția sculptură. În perioada 1980-1990 a fost profesoară de desen la Școala Generală nr. 1 Râmnicu Sărat, iar din 1990 profesoară de sculptură la Liceul „Margareta Sterian” din Buzău. A debutat în 1979 la Expoziția de artă plastică organizată de Casa de Cultură a studenților din București.

## Expoziții

### Expoziții oficiale
- Bienala de Pictură și Sculptură, București, Sala Dalles (1980, 1984, 1986)
- Saloanele de Pictură și Sculptură, București (1983)
- Expoziția Națională a Tineretului, București (1987)
- Expoziția Tineretului, Baia Mare (1988)
- Expoziția de Sculptură, Arad (1987, 1989)
- Expoziția Tineretului, București (1990)
- Salonul Municipal de Pictură și Sculptură Mică, București (1992)
- Salonul de Artă Decorativă, București - Palatul Cotroceni (1995, 1996, 1997)
- Expoziția de Sculptură Mică, București (1997)
- Bienala Artelor Plastice „Ion Andreescu”, Buzău (1998, 2000, 2006, 2012)

### Expoziții de grup
- Salonul anual al Tineretului sub egida „ Atelier 35”, Râmnicu Sărat (1981-1988)
- Salonul de vară de la Covasna (1981, 1985)
- Expoziția filialei U.A.P Buzău, de la București (1981, 1983)
- Expoziția profesorului de desen din Buzău (1984)
- Expoziția Tineretului, Bacău (1988)
- Salonul Tineretului Buzău, București (1989)
- Semn, opțiune, sens, Galeriile de Artă Buzău (1992)
- Saloanele Moldovei, Bacău și Chișinău (1996, 1997, 1999, 2000, 2001, 2002, 2003, 2004, 2006, 2008, 2010, 2011)
- Expoziție de pictură, sculptură, grafică și arte decorative, Buzău(1990)
- Expoziția de grafică „Atelier”, Galeriile de Artă - Buzău (1995)
- 12 artiști plastici din Buzău, Belgia (1998)
- Concursul Național „Nicolae Tonitza”, Bârlad (2000-2004)

### Expoziții personale
- Fluturi - Galeriile de Artă Buzău (1985)
- Structuri marine - Galeriile „J.L. Calderon”, București (1995)
- Zodiacul - cartea cerului - Galeriile de Artă Buzău (2006)
- Culoare, timp, spațiu - Galeriile de Artă Buzău (2011)

### Lucrări de sculptură expuse în spații publice
- Jilț, piatră - Casa Memorială G. Bacovia, București (1976)
- Ceas solar, piatră - Pitești (1978)
- Fluture, piatră - Drobeta Turnu Severin (1980)
- Piatră peste hotar, piatră (1981) - Tabăra de sculptură Măgura - Buzău

## Premii și distincții
- 1981 - Primește din partea  Uniunii Artiștilor Plastici din România diplomă pentru participarea la Tabăra de Sculptură Măgura
- 1987 - Diplomă de Onoare și distincție la Expoziția Națională a Tineretului
- 2000 - Premiul special al juriului la Bienala Artelor Plastice „Ion Andreescu”, Buzău
- 2003 - Diplomă de excelență din partea Direcției de Cultură, Culte și Patrimoniul Cultural Național Buzău.[2]

## Bibibliografie
- Măgura - Tabăra de sculptură. Buzău: Mad Linotype, 2015

- Buzău 2005: pictură, sculptură, grafică, arte decorative. Buzău: Alpha MDN, 2005
- Rodica Panaitescu și a pictorului Pompiliu Dobrinn/